# Coroide
La coroide és una làmina de color marró fosc que mesura 0,25 mm en la part posterior de l'ull i 0,1 mm en l'anterior. Es localitza entre l'escleròtica i la retina. Forma part de l'úvea.

## Capes de la coroide
La coroide està formada des de fora cap a dins por tres capes diferents:
- Capa supracoroidal. És una capa de teixit conjuntiu format per laminilles on trobem fibres elàstiques, col·lagen i fibroblasts.

- Estroma o làmina vascular. Ocupa la major part i és la que dona la vascularització de la coroide. La seva vascularització és l'encarregada de donar els nutrients a la retina.

- Membrana de Bruch. Correspon a una làmina basal on descansen els capil·lars sanguinis. Sota aquesta capa hi trobem l'epiteli pigmentari de la retina.

## Supracoroide
Espai potencial entre l'escleròtica i la retina que és travessat per primes laminetes o cordons que uneixen l'esclerótica a la coroide. Aquestes làmines formen l'epicoroide, on es troben els espais limfàtics epicoroidals, els vasos ciliars posteriors llargs i curts i els nervis en el seu camí cap a la part anterior de l'ull. La majoria dels vasos sanguinis disminueixen en grandària, passant solament a la part anterior els gots de major grandària 
Les laminetes estan compostes per grans melanòcits aplanats dispersos entre elements de teixit conjuntiu com col·lagen, fibroblasts, macròfags o plasmòcits. Les laminetes de la supracoroide s'estenen en profunditat per a envoltar els vasos de tota la coroide.

## Patologia
Coroïditis i panuveïtis